# Parkersburg (Iowa)
Parkersburg é uma cidade localizada no estado americano de Iowa, no Condado de Butler.

## Demografia
Segundo o censo americano de 2000, a sua população era de 1889 habitantes.
Em 2006, foi estimada uma população de 1889, um aumento de 0 (0.0%).

## Geografia
De acordo com o United States Census Bureau tem uma área de
3,0 km², dos quais 3,0 km² cobertos por terra e 0,0 km² cobertos por água.

## Localidades na vizinhança
O diagrama seguinte representa as localidades num raio de 20 km ao redor de Parkersburg.